# Miroslav Plevný
Miroslav Plevný (* 12. října 1965 Cheb) je český politik a ekonom, od roku 2020 senátor za obvod č. 3 – Cheb, v letech 2008 až 2016 a opět od roku 2020 zastupitel Karlovarského kraje, od roku 2002 zastupitel města Cheb (z toho v letech 2006 až 2010 a znovu v letech 2018 až 2022 místostarosta města), nestraník za hnutí STAN. V letech 2010 až 2018 byl děkanem Fakulty ekonomické Západočeské univerzity v Plzni.

## Vzdělání
- 2020 jmenování profesorem v oboru Systémové inženýrství a informatika na Univerzitě Hradec Králové – prof.
- 2005 habilitace v oboru Informační a řídící systémy na Vysoké škole dopravy a spojů v Žilině – doc.
- 1996 získal Evropský titul v oboru dopravy na Technické univerzitě v Drážďanech
- 1996 absolvoval Vysokou školu dopravy a spojů v Žilině obhajobou doktorské disertační práce v oboru Organizace a řízení komunikačních systémů – Dr.
- 1989 absolvoval Vysokou školu dopravy a spojů v Žilině – Ing.[2]

## Veřejné funkce
V komunálních volbách v roce 2002 byl zvolen jako nestraník za Sdružení nezávislých (SNK) zastupitelem města Cheb, a to na kandidátní listině subjektu „Koalice SNK, VPM“. Ve volbách v roce 2006 mandát zastupitele obhájil jako nestraník za Volbu pro město (VPM) a ve volbách v roce 2010 pak z pozice nestraníka jako lídr kandidátky VPM s počtem 1 800 preferenčních hlasů. V letech 2006 až 2010 zastával funkci místostarosty města. Od roku 2011 byl předsedou Finančního výboru města Cheb. Ve volbách v roce 2014 byl opět zvolen zastupitelem, tentokrát vedl jako nestraník za Alternativu kandidátku subjektu „VPM – ALETERNATIVA“. Ve volbách v roce 2018 mandát obhájil jako nezávislý na kandidátce subjektu „VOLBA PRO MĚSTO CHEB“ a stal se místostarostou města. V komunálních volbách v roce 2022 kandidoval do zastupitelstva Chebu z 4. místa kandidátky subjektu „VOLBA PRO MĚSTO CHEB“ (tj. STAN a nezávislí kandidáti). Vlivem preferenčních hlasů však skončil první, a obhájil tak mandát zastupitele. Místostarostou města však již zvolen nebyl.
V krajských volbách v roce 2004 kandidoval jako nestraník za SNK do Zastupitelstva Karlovarského kraje, ale neuspěl. Zvolen byl až ve volbách v roce 2008 jako nestraník za subjekt "ALTERNATIVA PRO KRAJ". Ve volbách v roce 2012 mandát obhájil. Ve volbách v roce 2016 již nekandidoval. Nicméně ve volbách v roce 2020 byl opět zvolen krajským zastupitelem jako nestraník za hnutí STAN na kandidátce uskupení „STAN - Starostové a nezávislí společně s KOA, VPM Cheb a TOP 09“. Mandát krajského zastupitele posléze obhájil i v krajských volbách v roce 2024.
Ve volbách do Senátu PČR v roce 2020 kandidoval jako nestraník za hnutí STAN v obvodu č. 3 – Cheb. V prvním kole získal 27,43 % hlasů, a postoupil tak z 1. místa do druhého kola, v němž porazil kandidátku hnutí ANO 2011 Jaroslavu Brožovou Lampertovou poměrem hlasů 70,31 % : 29,68 %, a stal se tak senátorem.
V Senátu je členem Senátorského klubu Starostové a nezávislí, Podvýboru pro regiony v transformaci Výboru pro územní rozvoj, veřejnou správu a životní prostředí, je rovněž předsedou Výboru pro hospodářství, zemědělství a dopravu.
Dne 19. června 2022 ho Vít Rakušan zmínil jako kandidáta na nového ministra školství, mládeže a tělovýchovy potom, co na tento post rezignoval Petr Gazdík. Ministrem byl nakonec jmenován právník Vladimír Balaš.

## Publikace
- Modelování a optimalizace v manažerském rozhodování ISBN 978-80-7043-933-3.
- Výrobní a logistické systémy ISBN 80-7043-416-3.
- Operační výzkum ISBN 80-7043-240-3.
- Operační výzkum ISBN 80-7082-641-X.
- Úvod do operačního výzkumu ISBN 80-7082-369-0.